# Foresta di Crastazza-Tepilora
La foresta di Crastazza-Tepilora è un complesso forestale appartenente al demanio della regione Sardegna. Si estende nel  territorio di Bitti, nella parte settentrionale dell'Isola, su una superficie di 2525 ettari, disposta tra quota 68 del rio Posada e il rilievo più elevato di Nodu Pedra Orteddu, a 979 metri s.l.m. Il complesso, di notevole interesse ambientale e paesaggistico, è formato da due unità territoriali separate:  Crastazza,  con un'estensione di circa 2179 ettari, e  Tepilora, di 346 ettari. Entrambe ricadono nel  Parco naturale regionale di Tepilora, Sant'Anna e Rio Posada e sono contigue alla foresta di Sos Littos-Sas Tumbas.
La copertura vegetale presenta un aspetto disomogeneo: in parte è costituito da formazioni artificiali provvisorie, principalmente a Pinus pinaster e Pinus insigne - impiantate nelle zone originariamente maggiormente degradate a seguito di incendi o uso intensivo del territorio a pascolo, mentre  nelle zone dove esisteva una discreta copertura vegetale si afferma la vegetazione autoctona tipica della fascia fitoclimatica del Lauretum: da corbezzolo, erica arborea, cisto, lavanda, fillirea angustifolia, sparzio spinoso, mirto e lentisco, tipici della macchia mediterranea, a formazioni più evolute con leccio, ginepro e sughera.
Dal punto di vista faunistico si annoverano specie tipiche della Sardegna come il cinghiale, il muflone, la lepre sarda, la volpe, il gatto selvatico, la martora, la donnola. Come avifauna si segnalano il falco pellegrino, lo sparviero, la poiana e la pernice sarda; incerta la presenza dell'aquila reale.